# 대전 둔산 선사유적지
대전 둔산 선사유적지(大田 屯山 先史遺蹟地)는 대전광역시 서구 월평동에서 구석기·신석기·청동기시대의 유적이 발굴된 곳이다. 1992년 10월 28일 대전광역시기념물 제28호로 지정되었다.
1991년 발견되었는데, 당시 주택 공사로 일부가 훼손된 상태였다. 둔산 정상부의 서남쪽에서 청동기시대 유적이, 정상부의 동쪽, 북쪽에서 구석기시대, 신석기시대 유적이 발견되었다.

## 구석기시대의 유적
구석기시대의 유적은 약 2백평 정도의 면적에서 몸돌, 망치돌 등 50여점의 석기와 석기를 만들 때 떨어져 나온 작은 부스러기들이 나왔다. 이들 유물 가운데 쌍날찍개, 긁개, 밀개 등은 유물의 형태와 떼어낸 수법으로 보아 후기구석기의 이른 시기이거나 중기구석기의 늦은시기 유물로 보인다.

## 신석기시대의 유적
신석기시대의 유적은 직경 2∼3m 내외, 깊이 0.8∼1.3m 정도의 작은 집자리 유적 15기가 조사되었으며, 빗살무늬토기 조각·보습·갈돌·어망추 등이 나왔다. 이곳의 신석기시대 유적은 신석기시대 후기에 속하며 문화계통으로는 서해안의 빗살무늬토기 문화 전통이 강하고 함경도 해안지역의 문화요소도 일부 보인다.

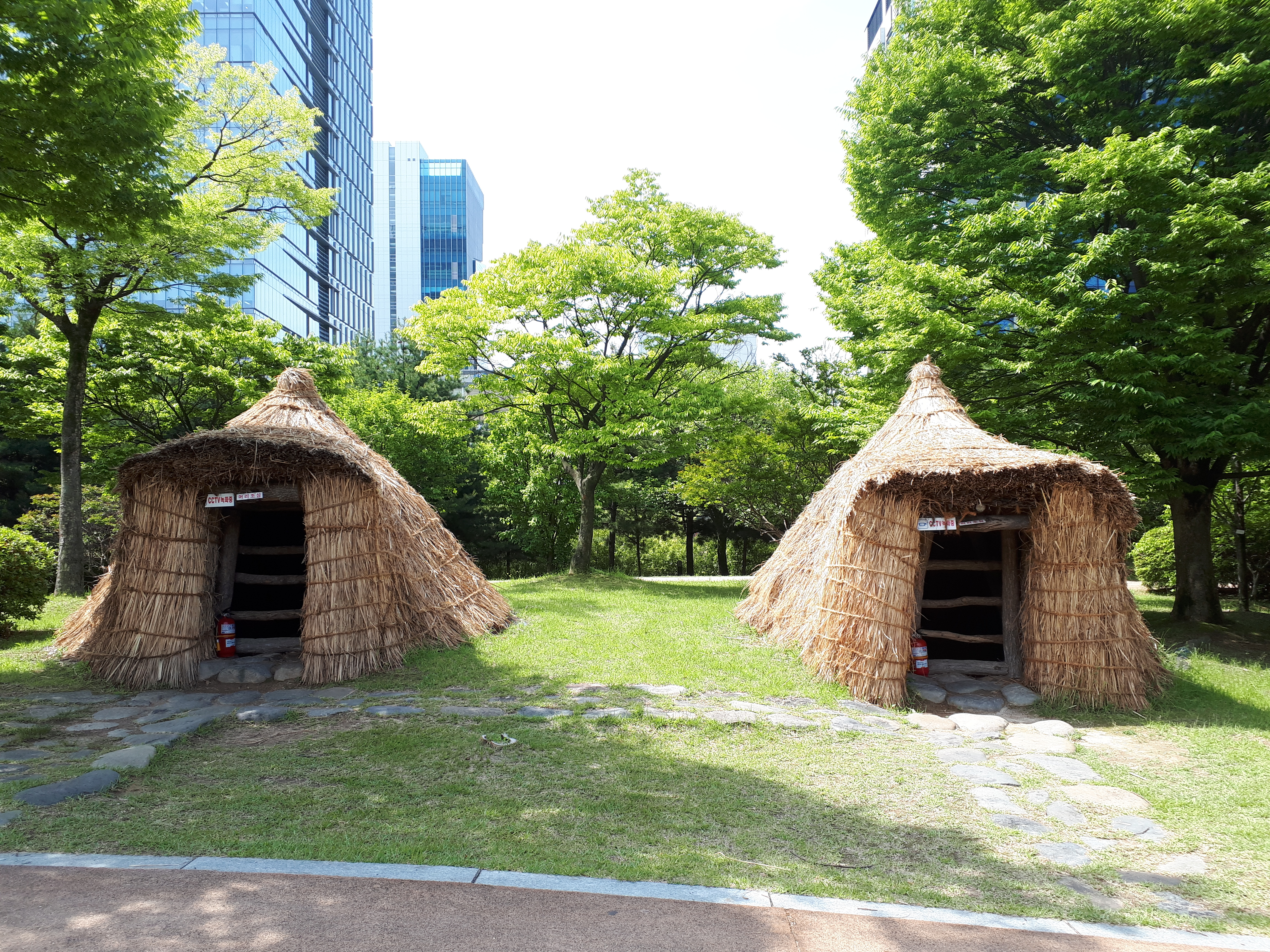
신석기 시대 움집
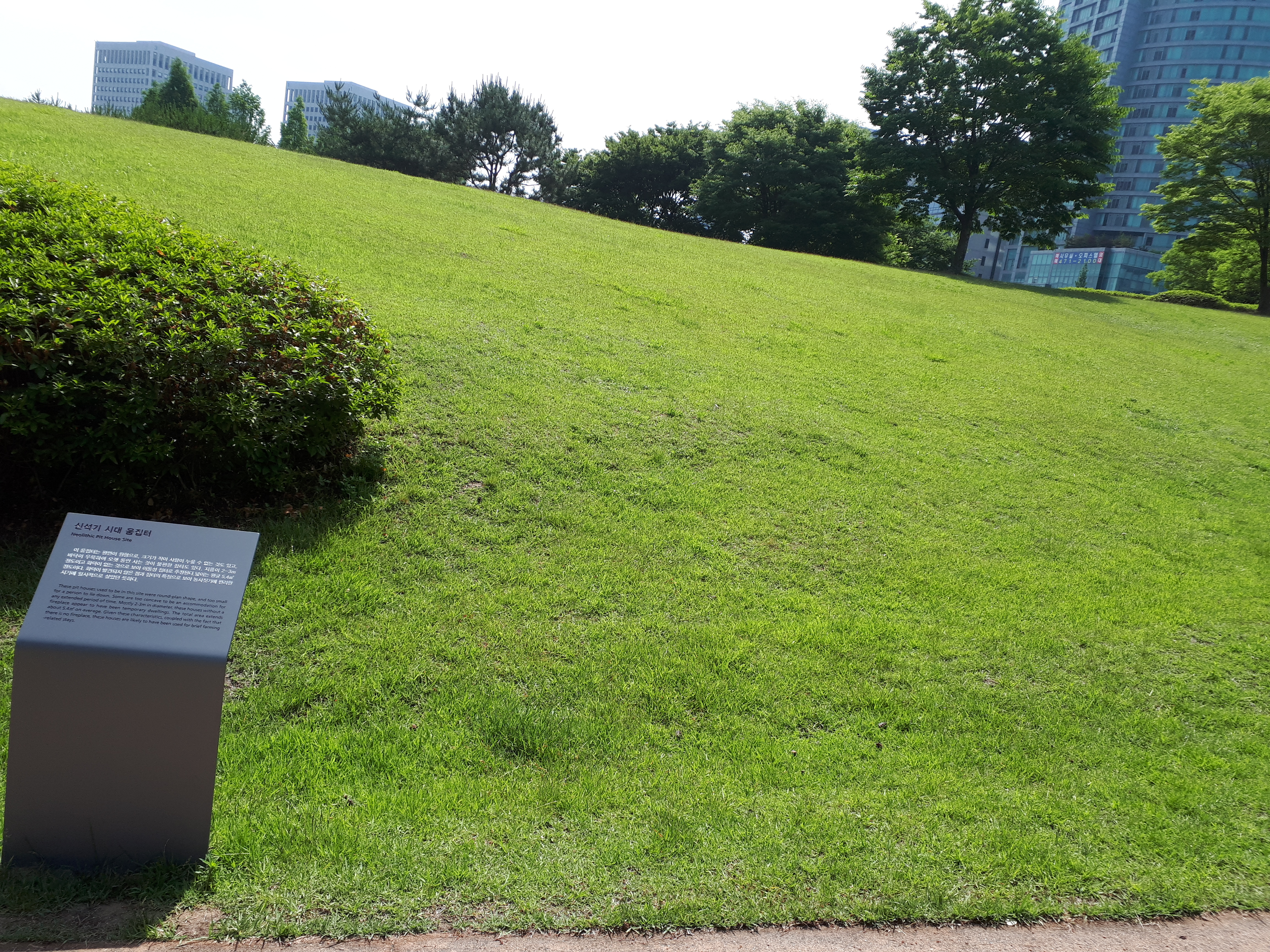
신석기 시대 움집터

## 청동기시대의 유적
청동기시대의 유적에서는 3기의 집자리 유적이 조사되었으며 팽이형 민무늬 토기 조각, 방추차, 돌도끼, 돌화살촉, 돌칼, 숫돌 등이 나왔다. 현재 3기의 집터는 모두 복구되었다.

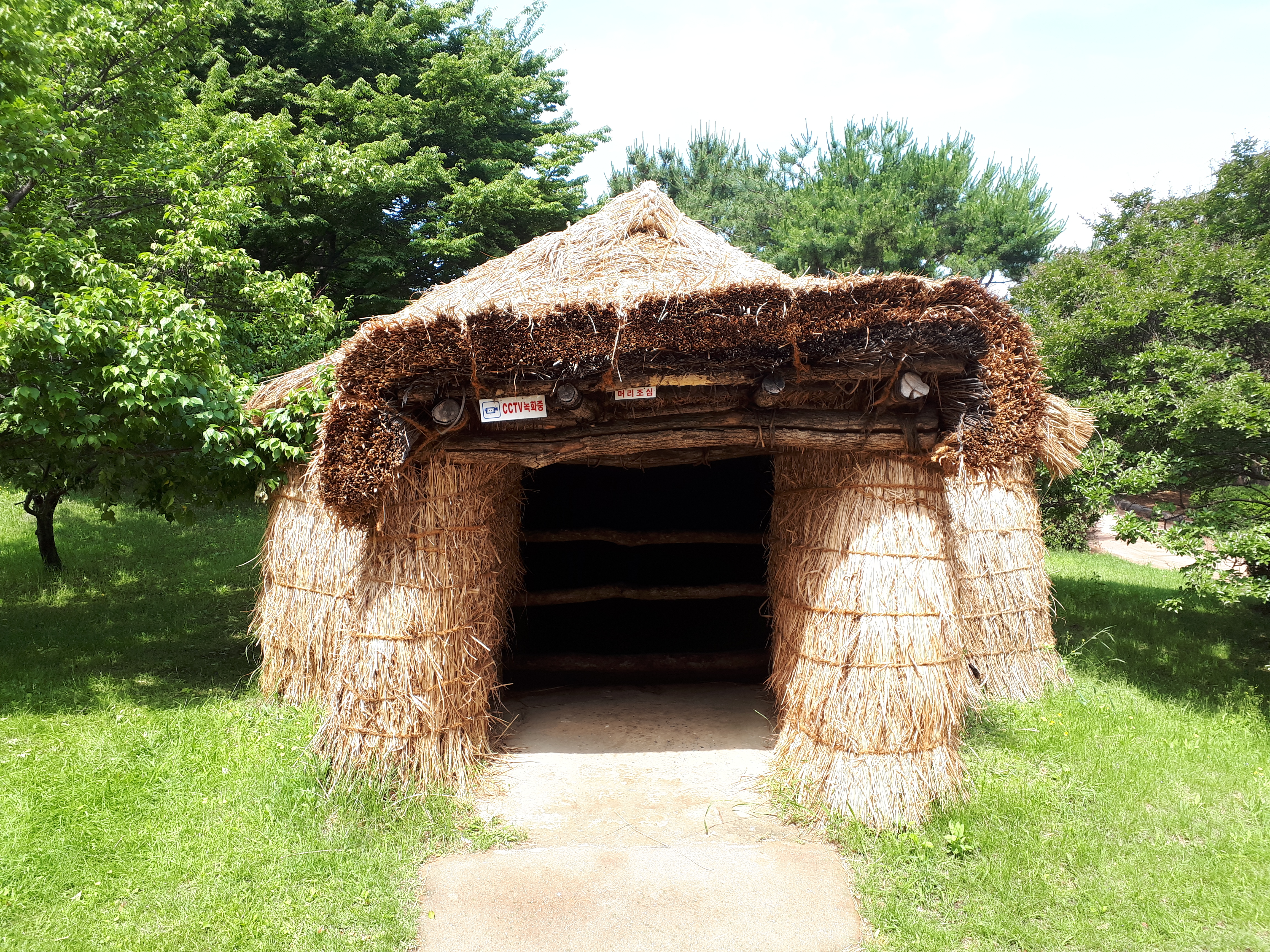
청동기 시대 움집 1호
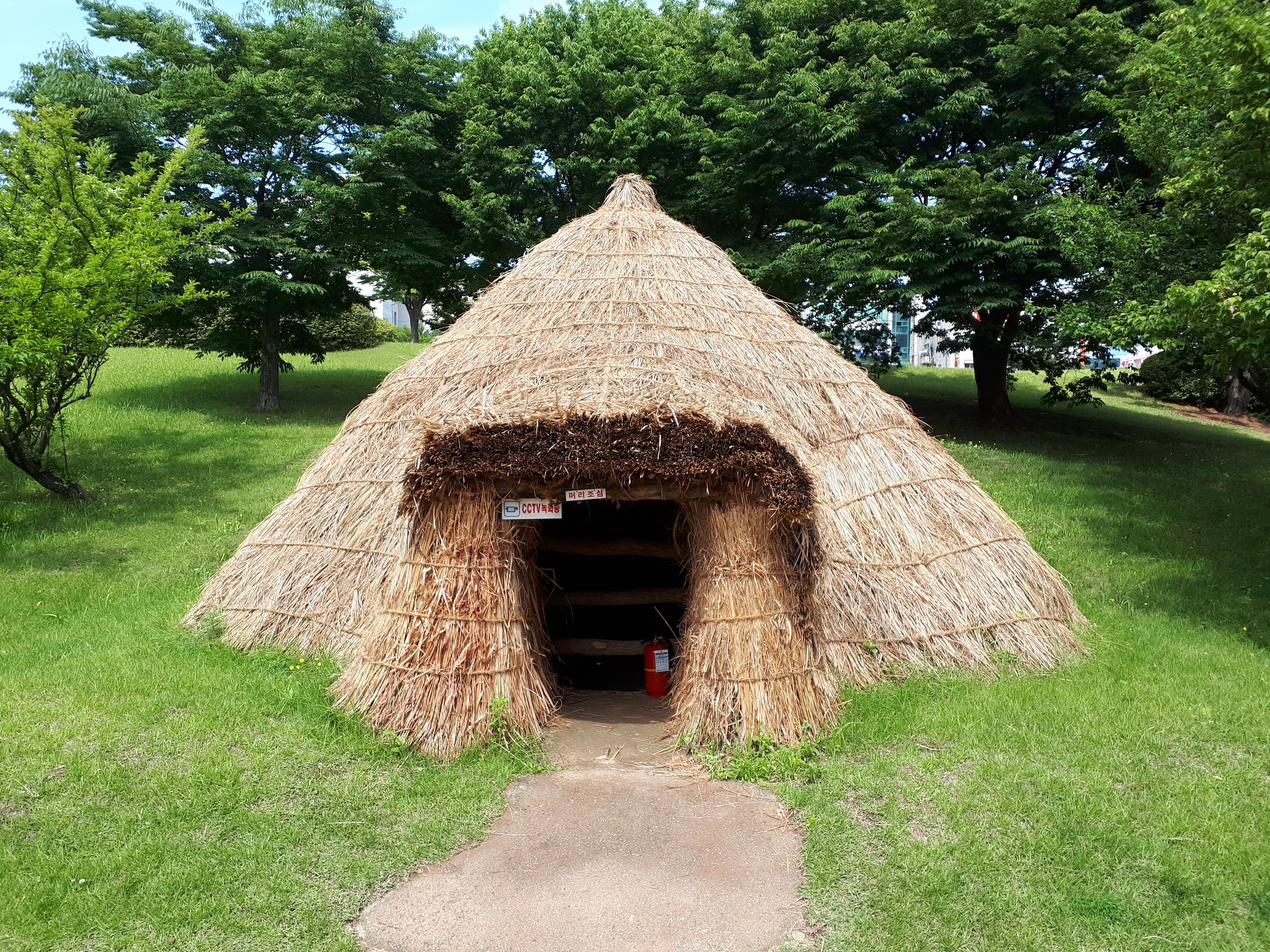
청동기 시대 움집 2호

## 평가
둔산지역의 선사유적은 이 지역에서 갑천 주변의 얕은 구릉에 넓은 농토와 풍부한 물을 배경으로 많은 주민이 살았던 사실을 알려주며, 대전의 선사문화 갈래와 계통을 확인하는데 좋은 자료로 평가되고 있다.

## 사진첩

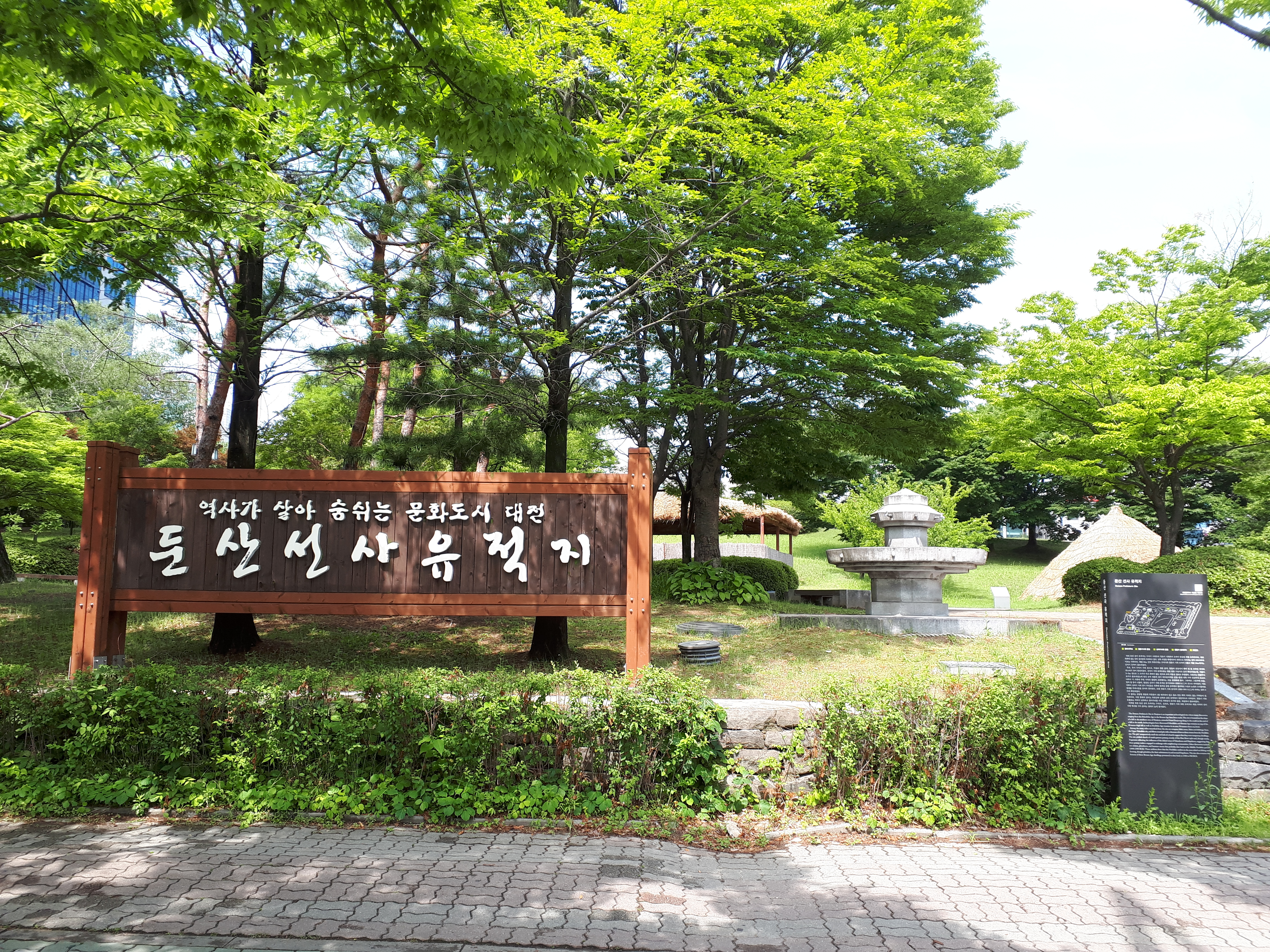
동쪽 입구
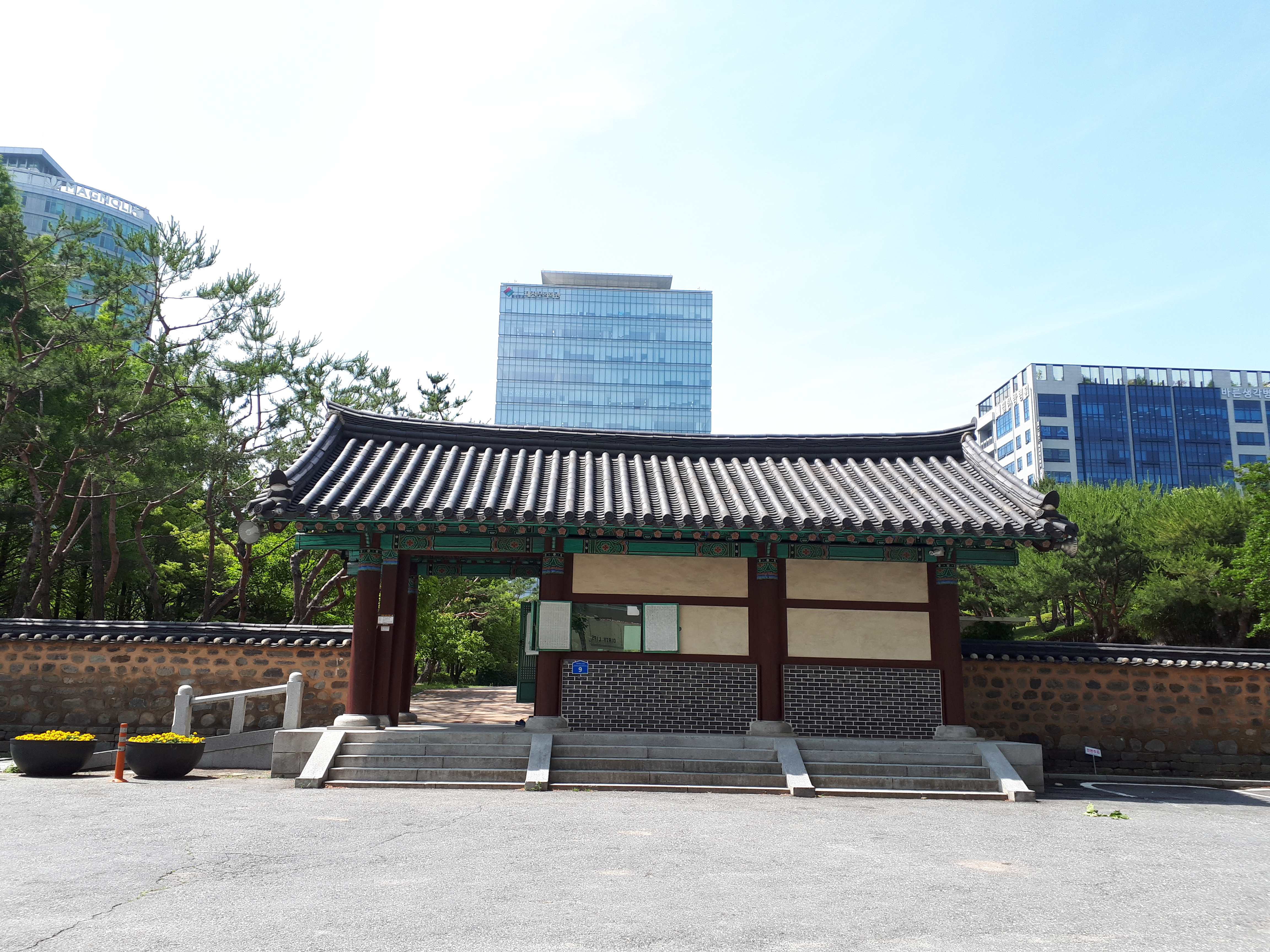
북동쪽 입구

## 참고 자료
- 둔산선사유적지 - 국가유산청 국가유산포털
- 둔산선사유적지 - 대전광역시 서구청